# Les aventures extraordinàries d'en Massagran
As aventuras extraordinárias de Noteapures (em catalão: Les aventures extraordinàries d'en Massagran), é um livro de 1910, o mais conhecido da literatura infantil de Josep Maria Folch y Torres. O protagonista é Massagran, um aventureiro que decidiu navegar para viver experiências e conhecer outros países.
Foi publicado como uma série En Patufet em 1910 com desenhos de Joan Garcia Junceda (número 9 da Biblioteca Patefut, e foi número 10: Nuevas aventuras de en Massagran) e veio um grande sucesso, o que de fato ainda permanece, desde que deu origem a uma série publicada na forma de quadrinhos, desenhada por Josep Maria Madorell, e também em formato de televisão.